# Принцис, Янис Янович
Янис Принцис младший (латыш. Jānis Princis jaunākais; 16 мая 1821 года, Микельторнис — 12 февраля 1904 года, Российская империя) — ливский языковед, переводчик, поэт, и общественный деятель. Сын Яниса Принциса старшего. В 1845 году, В Елгаве, издал второй латышский сборник стихов «Jūrnieku svētās dziesmas un lūgšanas». В 1863 году перевел и издал на ливском языке Евангелие от Матфея, одну из первых трех книг изданных на ливском языке. Янис Принцис создал первый латышско-ливский словарь. Был главным источником знаний ливского языка и культуры для финского языковеда Е. Н. Сатетела. Похоронен на кладбище Микельторнис